# 马志山
马志山（1962年10月—），云南文山人，中华人民共和国政治人物。

## 生平
1984年7月，加入中国共产党。1990年6月，担任文山县民委副主任。同年12月，担任文山县民委主任。1994年9月，担任文山县开化镇党委书记。1996年9月，担任中共文山县委常委、文山县开化镇党委书记。1998年10月，担任中共丘北县委常委、副县长。1999年6月，担任丘北县委副书记、副县长、代理县长。2000年1月，担任丘北县委副书记、县长。2002年12月，改任中共富宁县委副书记、县长。2005年10月，担任中共砚山县委书记。2007年5月，改任中共文山州委常委、砚山县委书记。2011年，担任文山壮族苗族自治州副州长。